# شارل رينييه
شارل رينييه (بالألمانية: Charles Regnier) (و. 1914 – 2001 م) هو ممثل، وممثل صوت، ومترجم، وممثل مسرحي، وممثل أفلام من ألمانيا . ولد في فرايبورغ .
توفي عن عمر يناهز 87 عاماً.

## جوائز
حصل على جوائز منها:
- صليب وسام الاستحقاق من جمهورية ألمانيا الاتحادية.

## روابط خارجية
- رينيه تشارلز على موقع IMDb (الإنجليزية)
- رينيه تشارلز على موقع مونزينجر (الألمانية)
- رينيه تشارلز على موقع ألو سيني (الفرنسية)
- رينيه تشارلز على موقع ميوزك برينز (الإنجليزية)
- رينيه تشارلز على موقع أول موفي (الإنجليزية)
- رينيه تشارلز على موقع قاعدة بيانات الأفلام السويدية (السويدية)
- رينيه تشارلز على موقع ديسكوغز (الإنجليزية)
- رينيه تشارلز على موقع قاعدة بيانات الفيلم (الإنجليزية)
- رينيه تشارلز على موقع كينوبويسك (الروسية)